# Udo Schindler
Udo Schindler (* 1952 in Zirndorf) ist ein deutscher Improvisationsmusiker (Bassklarinette, Kontrabassklarinette, Saxophone, Flöte, Kornett, auch Akkordeon, Gitarre, Schlagzeug, Analogsynthesizer) und Architekt.

## Leben
Schindler betätigte sich in den 1970er-Jahren im fränkischen Raum zunächst als Rock- und Rockjazz-Musiker, bevor er Flötenunterricht am Konservatorium Nürnberg hatte. Anschließend studierte er Architektur an der TU München und arbeitete im Hauptberuf als Architekt. In den 1990er-Jahren wandte er sich der Neuen Musik (Arch.Ensemble) und der improvisierten Musik (Schindler.Interferenz.3) zu. Neben den Einfachrohrblattinstrumenten (Saxophonen und Klarinetten) beschäftigte er sich mit dem Kornett. Neben seinen Klangforschungen arbeitete er auch als Regisseur, Darsteller, Musiker und Komponist für verschiedene Theaterproduktionen. In den folgenden Jahren trat er mit Solo- und Duoprojekten auf Festivals Neuer Musik (musica viva, Klangaktionen, …), Jazz, experimenteller Musik u. a. auf. Dabei kam es zu Kooperationen mit Musikern wie Hubert Bergmann, Gerry Hemingway, Eddie Prévost, Sebi Tramontana, Georg Wissel, John Russell, Blaise Siwula, Frank Gratkowski, Hans Koch, Urs Leimgruber, Elisabeth Harnik, Katharina Weber, Masako Ohta und Frank Paul Schubert. Neben seinen Aktivitäten in festen Besetzungen initiierte er in München eine Konzertreihe, um freie Improvisation in ad hoc Besetzungen zu erproben.

## Diskographische Hinweise
- Udo Schindler / Damon Smith / Karina Erhard: The Munich Sound Studies Vol 1 (FMR, 2021)
- Elisabeth Harnik & Udo Schindler: Synergetic Matches (2024)
- Udo Schindler / Werner Dafeldecker, Gunnar Geisse: Travelling Sound Images - Cognitive Transfers [Trio] (Creative Sources, 2025)

## Auszeichnungen
- Städtebaupreis 2016[2]
- Deutscher Landschaftsarchitekturpreis 2017 für „Partizipation und Planung“[3]
- Anerkennung Deutscher Architekturpreis 2017[4]
- DAM Preis 2018 (DAM Preis für Architektur in Deutschland)[5]

## Diskographie (Auswahl)
- Hubert Bergmann/Udo Schindler: Hut Ab (Mudoks, 2006)
- Udo Schindler/ Stephan Richter: Kleine Klassiker (Arch.Musik, 2007)
- Schindler & Katharina Weber: Spielzeit Atemzeit Horizontzeit (Unit Records, 2012)
- Frank Gratkowski & Udo Schindler: Sounding Dialectics (Creative Sources, 2013)
- Udo Schindler & Andreas Willers: Ordnung und Widrigkeiten (Pilgrims of Sound 2014)
- Udo Schindler / Frank Paul Schubert: Parnassia Palustris (FMR Records, 2016)
- Udo Schindler & Ingrid Schmoliner: Blaublatt (Creative Sources, 2016)
- Udo Schindler / Philipp Kolb / Sebi Tramontana: Munich Rat Pack-Hell Dunkel (FMR, 2017)
- Udo Schindler / Ove Volquartz / Gunnar Geisse: Artoxin (Unit, 2017)
- Udo Schindler / Damon Smith / Jaap Blonk: The Munich Sound Studies Vol 2 & 3 (Balance Point, 2021)
- Udo Schindler & Wilbert de Joode: Participation & Interplay (2021)
- Udo Schindler & Michel Wintsch: Basis_B(r)uchstücke (2022)
- Udo Schindler / Nikolaus Neuser / Georg Karger: Rhapsodic Topologies (FMR, 2023)
- Udo Schindler / Paul Rogers feat. Erik Zwang Eriksson: Ephemeral Locations (Fundacja Słuchaj , 2024)